# Simopteryx
Simopteryx is een geslacht van vlinders van de familie spanners (Geometridae), uit de onderfamilie Ennominae.

## Soorten
- S. bicurvata Dognin, 1913
- S. flavida Dognin, 1913
- S. gaurusaria Walker, 1860
- S. gygearia Walker, 1860
- S. liodesaria Walker, 1860
- S. obliquilinea Dognin, 1913
- S. obliterata Warren, 1904
- S. sericea Dognin, 1913
- S. subflavata Warren, 1897
- S. torquataria Walker, 1860